# (16920) Larrywalker
(16920) Larrywalker (1998 FR37) – planetoida z pasa głównego asteroid okrążająca Słońce w ciągu 4,52 lat w średniej odległości 2,73 j.a. Odkryta 20 marca 1998 roku.